# Lego Exo-Force
Lego Exo-Force var en produktlinje produceret af den danske legetøjskoncern LEGO. Serien blev lanceret i 2006 og blev fremstillet frem til 2008. Den var inspireret af japansk manga og anime som Mobile Suit Gundam og Robotech. Der blev udgivet sammenlagt 39 sæt, samt en lille bogserie og en række tegneseriehæfter.